# Caitlín R. Kiernan
Caitlín Rebekah Kiernan (nacida el 26 de mayo de 1964) es una escritora de terror, ciencia ficción y fantasía oscura, nacida en Irlanda y nacionalizada estadounidense. Es autora de diez novelas, numerosos cómics, más de doscientos cuentos, varias novelas cortas, y de estampas o vignettes. Es también autora de diversos trabajos científicos en el campo de la paleontología.
Kiernan se ha ganado la reputación de ser uno de los autores más destacados de la ficción macabra contemporánea. En una reseña de la novela de esta autora The Red Tree (2009), el estudioso lovecraftiano S. T. Joshi escribe: «Kiernan se sitúa ya entre los estilistas más característicos de nuestro campo —Edgar Allan Poe, Lord Dunsany, Thomas Ligotti—. Tras el lamentable parón creativo de Ligotti, ella se ha convertido en la voz principal del cuento de miedo».
En la Historia natural de los cuentos de miedo, citando la obra The Mammoth Book of Best New Horror, se menciona a esta autora como una de las más destacadas de la última generación de escritores del género macabro en lengua inglesa.

## Biografía

### Primeros años

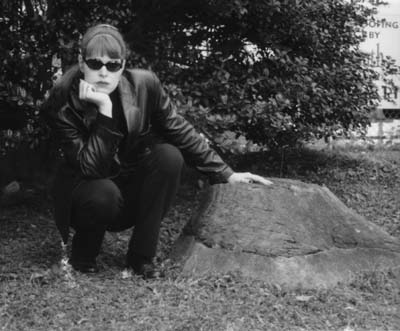
C. R. Kiernan en 2001.

Nacida en Dublín (Irlanda), se trasladó con su madre a los Estados Unidos siendo niña. Gran parte de su infancia la pasó en la pequeña ciudad de Leeds (Alabama), y muy pronto se aficionó a disciplinas tan dispares como la herpetología, la paleontología y la escritura de ficción. De adolescente, vivió en Trussville (Alabama), en cuya escuela secundaria comenzó a servir de voluntaria en el Red Mountain Museum de Birmingham (Alabama), pasando los veranos en campamentos y excavaciones arqueológicos y paleontológicos.
Kiernan asistió a la Universidad de Alabama, en Birmingham, y a la Universidad de Colorado en Boulder, donde estudió geología y paleontología de vertebrados. Trabajó en museos y como profesora, para finalmente decantarse por la escritura de ficción, en el año 1992.

### Obra literaria y científica
En 1988, fue coautora de un artículo que describe un nuevo género y especie de reptiles mosasaurios, llamado Selmasaurus russelli. Su primera novela, The Five of Cups, fue escrita entre junio de 1992 y principios de 1993, aunque no se publicó hasta 2003. En 1998, publicó su primera novela, Silk. Su primer cuento publicado fue "Persephone", una historia de ciencia ficción oscura, aparecida en 1995. Sus más recientes publicaciones científicas son un documento sobre la bioestratigrafía de los mosasaurios de Alabama, publicado en el Journal of Vertebrate Paleontology (2002) y "First record of a velociraptorine theropod (Tetanurae, Dromaeosauridae) from the Eastern Gulf Coastal United States" The Mosasaur" (2005).
Diversos relatos de Kiernan han sido seleccionados para las antologías Year's Best Fantasy and Horror, The Mammoth Book of Best New Horror y The Year's Best Science Fiction, y sus cuentos han sido antologados en diversos volúmenes (véase la bibliografía).
Hasta la fecha, su obra ha sido traducida al alemán, italiano, francés, turco, español, portugués, finlandés, checo, polaco, ruso, coreano y japonés. En mayo de 1996, Kiernan fue contactada por Neil Gaiman y los editores de DC/Vertigo Comics para comenzar a escribir para el cómic The Dreaming, un derivado del título de gran éxito de Gaiman, The Sandman. Kiernan escribió para esta publicación desde 1996 hasta su conclusión en 2001, trabajando en estrecha colaboración con Gaiman y centrándose no sólo en personajes preexistentes (The Corinthian, Cain and Abel, Lucien, Nuala, Morpheus, Thessaly, etc.), sino también en otros nuevos (Echo, Maddy, el cuervo blanco Tethys, etc.). En 2012, Kiernan regresó al cómic con los guiones de Alabaster: Wolves (basado en su personaje Dancy Flammarion), que continuó con Alabaster: Boxcar Tales (2013) y Alabaster: The Good, the Bad, and the Bird (2014). La autora  escribió asimismo una adaptación para novela de la película Beowulf (con guion de Gaiman y Roger Avary).
En español, Kiernan publicó en 2014 el libro La joven ahogada, en la editorial Valdemar, colección "Insomnia".

## Opiniones y estilo literario
Kiernan ha afirmado claramente en su blog: «Me estoy cansando de decirle a la gente que no soy una escritora de "terror". Me cansa que la gente no me escuche o no me crea. La mayoría parece recelar de mis motivos». «Nunca he tratado de engañar a nadie. He afirmado que no escribo obras de "terror". Lo he dicho un millón, mil millones de veces».  «No es que no haya fuertes elementos de terror presentes en gran parte de mi escritura. Es que el terror nunca predomina en ellas. Pueden llamarlo ficción psicológica o ficción fantástica. No creo en el terror como género; pienso en él —parafraseando a Doug Winter— como en una emoción, y ninguna emoción exclusiva ha copado jamás mis ficciones».
«Cualquiera puede venirnos con el artificio/concepto de una "buena historia". Pero a mí la historia en sí me aburre, razón por la cual los críticos se quejan de que representa el aspecto más débil de mi trabajo. La historia revela un propósito claro, y yo no tengo ningún interés real en la trama. La atmósfera, los estados de ánimo, el lenguaje, el personaje, el tema, etc., eso es lo que me fascina. Ulises debería haber liberado a los escritores de la trama».

## Música
Entre 1996 y 1997, Kiernan formó parte de una banda de folk-blues gótico, en Athens (Georgia), llamada  Death's Little Sister, en referencia al personaje 'Delirium' de Neil Gaiman. Ella era la vocalista y letrista de la banda, y el grupo disfrutó de cierto éxito en la radio local de la universidad y dio conciertos en Athens y en Atlanta. Los otros miembros eran Barry Dillard (guitarras), Michael Graves (bajo) y Shelly Ross (teclados). Kiernan ha afirmado en diversas entrevistas que dejó la banda en febrero de 1997 a causa de las responsabilidades que había adquirido con DC Comics, y porque acababa de contratar la publicación de su novela Silk. Participó sin embargo brevemente en Crimson Stain Mystery, un trabajo de estudio, dos años más tarde. La compañía CSM produjo un EP, ilustrado por Clive Barker, para acompañar una edición especial limitada de Seda (Gauntlet Press, 2000).

## Otras publicaciones
En diciembre de 2005, comenzó a publicar mensualmente en Internet la página Sirenia Digest, subtitulada A Monthly Journal of Weirdly Erotic (también conocido como MerViSS) que consta de estampas o vignettes y cuentos de tipo erótico: «El Proyecto MerViSS supone la continuación de la exploración de Kiernan de la fusión de la literatura erótica con elementos de fantasía oscura y ciencia-ficción, recreando breves ficciones oníricas». La página actualmente está ilustrada por Vince Locke. Se incluyen también colaboraciones ocasionales de la escritora Sonya Taaffe.

## Vida personal
Kiernan se ha declarado transexual, lesbiana y atea pagana. Vive en Providence (Rhode Island) con su pareja, la fotógrafa y fabricante de muñecas Kathryn A. Pollnac.

## Distinciones

### Premios
- International Horror Guild Award, Best First Novel 1998 (Silk)
- Barnes and Noble Maiden Voyage Award, Best First Novel 1998 (Silk)
- International Horror Guild Award, Best Novel 2001 (Threshold)
- International Horror Guild Award, Best Short Story 2001 ("Onion")
- International Horror Guild Award, Best Mid-Length Fiction 2005 ("La Peau Verte")
- James Tiptree, Jr. Award Honoree, 2010 ("Galápagos")
- James Tiptree, Jr. Award Winner, 2012 (The Drowning Girl: A Memoir)
- Bram Stoker Award, Best Novel 2012 (The Drowning Girl: A Memoir)

### Nominaciones (lista parcial)
- Bram Stoker Award 1995, Best Short Story ("Persephone")
- Bram Stoker Award, Best First Novel 1998 (Silk)
- British Fantasy Award, Best First Novel 1998 (Silk)
- Gay & Lesbian Alliance Against Defamation Award, Best Graphic Novel 1998 (The Girl Who Would Be Death)
- International Horror Guild Award, Best Collection (Tales of Pain and Wonder)
- Bram Stoker Award, Best Graphic Novel 2001 (The Dreaming #56, "The First Adventure of Miss Caterina Poe")
- International Horror Guild Award, Best Graphic Novel 2001 (The Dreaming #56, "The First Adventure of Miss Caterina Poe")
- International Horror Guild Award, Best Short Form 2002 ("The Road of Pins")
- International Horror Guild Award, Best Collection 2005 (To Charles Fort, With Love)
- World Fantasy Award 2006, Best Collection 2005 (To Charles Fort, With Love)
- World Fantasy Award 2006, Best Short Fiction 2005 ("La Peau Verte")
- International Horror Guild Award, Best Mid-Length Fiction 2006 ("Bainbridge")
- Premio Locus 2010 (40th Annual), Best Fantasy Novel (The Red Tree)
- Premio Locus 2010 (40th Annual), Best Collection (A is for Alien)
- Shirley Jackson Award (3rd Annual, 2010), Best Novel (The Red Tree)
- World Fantasy Award 2010, Best Novel (The Red Tree)
- Shirley Jackson Award (4th Annual, 2011), Best Short Story ("As Red as Red")
- World Fantasy Award 2011, Best Collection 2010 (The Ammonite Violin & Others)
- Bram Stoker Award 2011, Best Collection (Two Worlds and In Between: The Best of Caitlin R. Kiernan, Volume 1)
- Bram Stoker Award 2011, Best Long Fiction ("The Collier's Venus [1893]")
- Premio Locus 2012, Best Collection (Two Worlds and In Between: The Best of Caitlin R. Kiernan, Volume 1)
- World Fantasy Award 2012, Best Collection (Two Worlds and In Between: The Best of Caitlin R. Kiernan, Volume 1)
- Premio Nébula 2012, Best Novel (The Drowning Girl: A Memoir)[15]
- British Fantasy Award 2012, Best Fantasy Novel (The Drowning Girl: A Memoir)
- World Fantasy Award 2012, Best Novel (The Drowning Girl: A Memoir)
- Mythopoeic Award 2012, Adult Literature (The Drowning Girl: A Memoir)
- Shirley Jackson Award 2012, Best Novel (The Drowning Girl: A Memoir)
- Bram Stoker Award 2013, Fiction Collection (The Ape's Wife and Other Stories)
- Bram Stoker Award 2013, Graphic Novel (Alabaster: Wolves)

### Novelas
- Silk, Penguin-Putnam, 1998, ISBN 978-0-451-45668-7. (1999, Gauntlet Press)
- Threshold (2001, Penguin-Putnam) ISBN 9780451461247
- The Five of Cups, Subterranean Press, 2003, ISBN 978-1-931081-80-1.
- Low Red Moon, Penguin-Putnam, 2003, ISBN 978-1-931081-84-9.
- Murder of Angels, Penguin-Putnam, 2004, ISBN 0-451-45996-2.
- Daughter of Hounds, Penguin-Putnam, 2007, ISBN 978-0-451-46157-5.
- Beowulf (2007; HarperCollins; novelization of Beowulf (2007 film) ISBN 9788467026603
- The Red Tree (2009; Penguin-Putnam) ISBN 9780451463500
- The Drowning Girl: A Memoir (March, 2012; Penguin-Putnam) ISBN 9780451464163
- Blood Oranges (con el pseudónimo Kathleen Tierney; February, 2013, Penguin-Putnam) ISBN 9780451465016
- Red Delicious (con el pseudónimo Kathleen Tierney; 2014, Penguin-Putnam) ISBN 9780451416537

### Libros de cuentos
- Tales of Pain and Wonder (2000, Gauntlet Press; 2002, Meisha Merlin; 2008, Subterranean Press)
- Wrong Things (con Poppy Z. Brite; 2001; Subterranean Press)
- From Weird and Distant Shores (2002; Subterranean Press)
- To Charles Fort, With Love (2005; Subterranean Press)
- Alabaster (2006; Subterranean Press; ilustrado por Ted Naifeh; reeditado por Dark Horse Comics, February 2014, as Alabaster: Pale Horse)
- A is for Alien (2009; Subterranean Press; ilustrado por Vince Locke)
- The Ammonite Violin & Others (2010; Subterranean Press)
- Two Worlds and in Between: The Best of Caitlin R. Kiernan (Volume One) (2011; Subterranean Press)
- Confessions of a Five-Chambered Heart (2012; Subterranean Press)
- The Ape's Wife and Other Tales (2013; Subterranean Press)